# Зиле, Роберт
Роберт Зиле (латыш. Roberts Zīle; род. 20 июня 1958 года, Рига) — латвийский политик и экономист (доктор экономических наук). Заместитель председателя Европейского парламента с 18 января 2022 года. 
Окончил экономический факультет Латвийского университета, стажировался в Университете Айовы в США, канадском Брандонском университете. В 1997 защитил докторскую диссертацию в Латвийском сельскохозяйственном университете. С 1982 по 1996 год научный сотрудник, затем заведующий отделом Латвийского государственного института аграрной экономики. С 1989 по 1993 год Зиле работал экономическим редактором газеты Конгресса граждан Латвии «Pilsonis», а также в газете LNNK «Nacionālā Neatkarība». Работал сотрудником университета La Trobe в Австралии. Роберт Зиле участвовал в деятельности Народного фронта. Депутат Рижской думы и 6, 7, 8 Сейма Латвии. В правительстве Вилиса Криштопанса, Андриса Шкеле и Андриса Берзиньша был министром по особым поручениям по сотрудничеству с международными финансовыми структурами. Депутат Европарламента (с июля 2004 года). Председатель партии ТБ/ДННЛ (2011).

## Публикации
- Roberts Zīle, Changing Ownership in Latvia through Agrarian Reform, September 1992, Latvian State Institue of Agrarian Economics and Center of Agricultural and Rural Development Iowa State University
- Roberts Zile, Inna Steinbuka, Remigijs Pocs, Juris Krumins, Helmuts Ancans, and Uldis Cerps, Latvia Entering the XXI Century: Economy, Finances, Integration, 2000, Riga: Nacionālais Medicīnas Apgāds.
- Roberts Zīle, The Development of Privatization in Latvian Agriculture, October 1993, Latvian State Institue of Agrarian Economics and Center of Agricultural and Rural Development Iowa State University.